# Regine Dapra
Regine Dapra (* 2. Februar 1929 in Hofgastein; † 25. April 2012 in Salzburg) war eine österreichische Malerin und Autorin.

## Leben
Regine Fischer wuchs in der Stadt Salzburg auf. Bis 1945 besuchte sie die Volksschule und das Gymnasium. Von 1945 bis 1949 absolvierte sie ein Musikstudium (Klavier) an der Musikhochschule Mozarteum. Von 1949 bis 1951 besuchte sie die Meisterklasse in der Musikakademie Wien. Bis 1959 war sie Musikerin und Sängerin in der BRD und der Schweiz. Im Jahr 1960 heiratete sie den Fotografen Josef Dapra und kehrte nach Salzburg zurück. Seit 1963 ist sie Malerin. Ab 1964 nahm sie an Ausstellungen in vielen europäischen und amerikanischen Ländern teil. 1969 kam ihr erster Sohn, David, zur Welt. Seit Mitte der Siebzigerjahre engagierte sie sich für Umweltschutz. 1982 gründete sie mit und war Leiterin der „Initiative gegen Tierversuche“. Ab 1989 wandte sie sich intensiv energetischen Aktivitäten zu. (u. a. Reiki 1994, Pranic Healing 1995, Qi Gong 1996, „Der Neue Lichtkörper“ seit 1998)

### Malerei
In den 1960er-Jahren begann sie mit naiver Malerei. Seit 1964 stellte sie aus. Ihr Stil wird auch als „poetischer Realismus“ bezeichnet. Sie selbst sagte über ihre Kunst: „Ich bemühe mich, mit meiner Malerei die Menschen mit der Natur und mit den Tieren zu versöhnen.“ Laut Kunsthistorikerin Stefanie Pirker lassen sich einige Motive ihrer Malereien auf Fotografien ihres Mannes zurückführen: zb. „Salzburger Weihnachtsmarkt. Christbaumverkauf am Domplatz“ auf ein Negativ von Josef Dapra aus dem Jahr 1962.

#### Werke
- Blick auf Salzburg
- Auf Wiedersehen in Salzburg
- Aufgang zum Kapuzinerberg
- Am Mönchsberg
- Salzburger Türme

### Autorin
Regine Dapra schrieb das Buch „Ich lebe mit Osteoporose. Ein Erfahrungsbericht“. In diesem Buch beschreibt sie ihre Erfahrungen, die sie mit der Krankheit gemacht hat und sie sich aus dem größten Tief wieder selbst herausgeholfen hat: Durch gezielte Körperübungen und eine spezielle Ernährung hat sie es geschafft, mit der Krankheit ein normales Leben zu führen und zu relativem Wohlbefinden zurückzufinden, ohne Medikamente zu nehmen.

## Auszeichnungen
- 1974: 1. Preis der 8.Int.Fremdenverkehrsplakatausstellung, Catania/Italien, für 3 Plakate, gemalt für das Landesverkehrsamt, Salzburg.
- 1974: Spezialpreis beim Prix Pro Arte, Morges/Schweiz.
- 1976: Diplom Prix Pro Arte, Schweiz
- 1977: 1. Graphiker Preis von Bologna
- 1984: Silbernes Verdienstzeichen des Landes Salzburg für Gesamtwerk.

## Ausstellungen

### Einzelausstellungen
- 1964: ABC-Galerie, Winterthur/Schweiz
- 1965: Galerie Autodidakt, Wien; Kulturvereinigung, Salzburg; Galerie Schöninger, München/BRD
- 1966: ABC-Galerie, Winterthur/Schweiz
- 1967: E.O.-Gallery, New-York/USA
- 1968: Oates-Gallery, Memphis/USA; Kunstsalon Wolfsberg, Zürich/Schweiz
- 1969: Galerie Alex Vömel, Düsseldorf/BRD
- 1970: Oates-Gallery, Memphis/USA (Einzelausstellungen, Forts.)
- 1971: Galerie Holzinger, München/BRD; Galerie Krüll, Krefeld/BRD
- 1972: Galerie Niggli, St.Gallen/Schweiz; Galerie Isy Brachot, Brüssel/Belgien
- 1973: Oates-Gallery, Memphis/USA
- 1974: Trakl-Haus, Salzburg; Galerie Wolfrum, Wien
- 1975: Galerie Niggli, Zürich/Schweiz
- 1979: Galerie D´Art la Chapelle, Luxembourg
- 1979: Galerie Theissen, Trier/BRD
- 1984: Galerie Niederteufen/Schweiz

### Ausstellungsbeteiligungen
- 1964: „Die Welt der naiven Malerei“, Residenzgalerie, Salzburg „Primitifs d´aujourd´hui“, Galerie Charpentier, Paris
- 1965: „Naive Malerei aus acht europäischen Ländern“, Linz u. Kapfenberg „Peintres naifs“, Kunstsalon Wolfsberg, Zürich/Schweiz „Österr. und Englische Malerei“, Galerie Peithner-Lichtenfels, Wien
- 1966: „Triennale Bratislava“ "Die Welt der naiven Malerei, Gal. Krauss-Maffei, München/BRD
- 1967: „Wachau-Ausstellung“, Weißenkirchen „Naive Malerei“, Kunstschule Wien „Der blaue Adler“, Secession, Wien
- 1968: „Contemporary European Paintings“ Oates-Gallery USA
- 1969: „Naive und Surrealisten“, Kunstsalon Wolfsberg, Zürich/Schweiz
- 1972: „Kunstmesse“ Basel/Schweiz "Schoß Schleißheim München/BRD
- 1973: "Musee D´Art Naif de L´Ile de France, Paris,
- 1975: „Österr.Künstlerinnen der Gegenwart“, Österr.Kulturzentrum, Burggarten-Säle, Neue Hofburg, Wien
- 1976, 1978, 1979 „Kunstmesse“ Basel 1979: „Britains First Exh. of Intern. Naive-Art“, Hamiltons, London "Rona in London´s Roundhouse, London
- 1980: "Messepalast, Wien
- 1982: Bawag, Wien „Groupe Henri Rousseau“, Morges/Schweiz, „Groupe Henri Rousseau“, Quito/Ecuador
- 1983: „Groupe Henri Rousseau“,Museum Athenee, Genf/Schweiz „Galerie Niggli“, Niederteufen/Schweiz
- 1984: „Klassische Moderne u. Naive Kunst“, Galerie Niggli, Niederteufen/CH

## Publikationen
- Weisse Lilien – Aus durchlässiger Welt.
- Ich lebe mit Osteoporose. Ein Erfahrungsbericht. Vorwort und Rezepten von Barbara Rütting. Pala Verlag, Darmstadt.
- Salzburger Bilderbuch. Mit Hermann Bauer 1974, 40 Farbtafeln, Residenzverlag, Salzburg.
- Die wunderbare Sonntagsfahrt. Mit Alois Schöpf. Annette Betz-Verlag, München 1976.
- Das große Heimweh. Mit Kurt Seeberger Verlag die Brigg, Augsburg 1975.